# Kristna studentrörelsen i Sverige
Kristna studentrörelsen i Sverige (KRISS) är den svenska grenen av World Student Christian Federation (WSCF). WSCF bildades vid ett nordiskt studentmöte i Vadstena 1895. Förgrundsgestalt var amerikanen John R. Mott som kom att resa jorden runt för att bilda nationella avdelningar. Första ordföranden i WSCF var Karl Fries som kom att bli en centralfigur inom KFUK-KFUM. 
Kristna studentrörelsen bildades som nationellt förbund 1907. 1912 splittrades rörelsen i den svenskkyrkliga Sveriges Kristliga Studentrörelse (SKS) och den frikyrkliga Fria Kristliga Studentföreningen (FKS). Denna uppdelning kom att bestå till 1971. Dock var samarbetet gott, och de båda studentrörelserna lade grunden för mycket av den ekumenik som sedan funnits. 
Genom att den sammanslagna studenrörelsen KRISS kom att domineras av social aktivism med vänsterpolitiska förtecken valde många studenter med mer traditionell bibelsyn att i stället engagera sig i SESG, sedermera namnändrad till Credo.
Kristna studentrörelsen hade sin storhetstid under 1970-talet och nådde som mest 4 000 medlemmar, varav den största lokalavdelningen fanns i Göteborg och hade fler än 800 medlemmar. Föreningen i Uppsala, Unitas, var också stor och hade en omfattande programverksamhet. Bland annat var föreningen aktivt engagerad i Café Rosen, ett berömt studentcafe på Rundelsgränd. Viktiga frågor var sekulariseringen, miljön, solidariteten med världen och feministteologin. Studentrörelsen arrangerade återkommande vinter- och sommarmöten kring aktuella teologiska och politiska frågor. 
KRISS gav ut en mängd böcker i samarbete med Gummessons bokförlag. Tillsammans med förbundet för Kristen Humanism och Samhällssyn (KHS) gav man ut tidningen Kristet forum (lades ner 1987).
På senare år har religionsdialog, solidaritet med Myanmar och Palestina, förnyelsen av teologin, utmaningen av konsumtionssamhället samt arbetet med flyktingar varit utmärkande för KRISS. 2001 lades dåvarande tidningen In Spe ner och ersattes med nyhetsbrevet KRISSaren som i sin tur ersattes 2009 med den utåtriktade och mer påkostade KRISS - tidskrift om tro, hopp och kärlek.

## Riksordförande
Riksordförande de senaste åren:
- 1972: Martin Lind
- 1977: Lars B Stenström
- 1978: Erik Amnå
- 1982: Magnus Stenberg
- 1986: Per-Inge Lidén
- 1988: Anders Wesslund
- 1989: Kerstin Jonsson
- 1990: Karin Källsmyr
- 1993: Louise Hultén (nu Parbring)
- 1996: Mia Lövheim
- 1998: Martin Smedjeback
- 2001: Anna Hector
- 2001: Lina Måndröm
- 2006: Mattias Kareliusson
- 2008: Elise Bertilsson
- 2009: Kristoffer Moldéus
- 2011: Anna Burenius
- 2013: Mariusz Roland Seyda
- 2015: Paula Dubbink
- 2018: Rebecca Klitgaard Nelsson
- 2019: Sofie Söderin
- 2021: Agge Angusson[1]